# Музыка Groove
Музыка Groove (в Windows 8, Windows 8.1 имел название Xbox Music) — музыкальный проигрыватель, онлайн сервис-компании Microsoft. Доступен на консоли Xbox 360 (с 16 октября 2012 года). Проигрыватель был включён в состав Windows 8, Windows Phone 8 и более поздних версий Windows.
Онлайн сервис прекратил своё существование 31 декабря 2017 года. Microsoft рекомендует подписчикам переходить на Spotify.
В самом приложении можно добавлять свои плейлисты и свою музыку, если раньше в Windows Media можно было в очередь воспроизведения добавлять музыку просто по выделению нескольких файлов. В Groove такая функция отсутствует. 
В 2022 году Media Player заменил сервис Музыка Groove в Windows 11. В 2023 году Media Player заменил Музыку Groove уже в Windows 10.

## История
Xbox Music заменил музыкальную часть магазина Zune Marketplace, Microsoft объяснила это тем, что бренд Xbox более успешен, чем Zune. Изменение названия на «Музыка Groove» должно внести ясность так как есть клиенты, которые задумываются, зачем им Xbox Music, если у них нет консоли Xbox.
По мнению Microsoft, слово «Groove» должно описывать чувства, которые человек испытывает, слушая музыку.
6 июня 2015 Xbox Music официально был переименован в «Музыка Groove».

## Функциональность

Интерфейс в Windows 8 и Xbox 360

Xbox Music был доступен на платформах Xbox 360, Xbox One, Windows 8, Windows 8.1, Windows 10, Windows RT, Windows Phone 8, Windows Phone 8.1, Windows 10 Mobile Android и iOS (с некоторыми функциональными ограничениями), также присутствует веб-версия.
В каталоге музыкального магазина доступно 30 млн песен и треков, правда не все песни будут доступны для прослушивания, так как для каждой страны будет существовать свой набор песен. Есть несколько способов прослушать треки:
- Бесплатное прослушивание, но с показом рекламы, а после полугода использования в силу вступают ограничения по времени — слушать музыку можно будет не более десяти часов в месяц.
- Покупка подписки на определённое время (Xbox Music Pass), с прослушиванием музыки без рекламы и при отсутствии Интернета. После окончания подписки, сохранённые треки удаляются из памяти устройства.
- Покупка отдельных треков или альбомов исполнителей. Стоимость ожидается примерно такая же как в iTunes Store.
- В 2013 году было запущено Xbox Radio, основанное на принципе прослушивания треков на созданной пользователем станции[8]. Существует 2 версии радио: платная (без рекламы) и бесплатная (с рекламой между песнями).

Режим бесплатного потокового прослушивания был доступен владельцам устройств на платформе Windows 8, Windows 8.1, Windows 10, Windows RT, и в веб-версии сервиса в 15 странах. Пользователи остальных платформ могли работать с сервисом только имея подписку.

## Распространение
Компания Microsoft объявила, что сервис будет доступен в 22 странах, а потоковое воспроизведение песен только в 15 странах, но не уточнила в каких.

### Потоковое воспроизведение
Позже Microsoft объявила список стран, в которых будет доступно потоковое воспроизведение треков:

| - Австралия - Аргентина - Бельгия - Канада - Франция - Германия - Ирландия - Италия | - Нидерланды - Новая Зеландия - Португалия - Испания - Швейцария - Великобритания - Соединённые Штаты Америки |

### Подписка Groove Music Pass
Также компания опубликовала список стран, в которых доступна платная подписка для неограниченного прослушивания песен:

| - Аргентина - Австралия - Австрия - Бельгия - Бразилия - Канада - Дания - Финляндия - Франция - Германия - Ирландия | - Италия - Мексика - Нидерланды - Новая Зеландия - Норвегия - Португалия - Испания - Швеция - Швейцария - Великобритания - Соединённые Штаты Америки |

## Подобные сервисы
Microsoft поздно пришла на рынок цифровой дистрибуции музыки, так как уже существуют такие гиганты, как iTunes Store, Google Play, Spotify и в сегменте музыкального онлайн-хранилища — (Google Music, Amazon MP3). Компания надеялась, что сервис наберёт популярность за счёт пользователей Windows 10. Однако, приложение, по состоянию на 2017 год, популярности не снискало. Поэтому было решено закрыть «Музыку Groove» в качестве сервиса дистрибуции, отдав преподчтение Spotify. Само приложение осталось в системе, но в качестве проигрывателя только для уже загруженной на устройство музыки или музыки, сохранённой в хранилище OneDrive. В самом приложении отображается плашка с просьбой опробовать сервис Spotify.